# أسا سفينسون
أسا سفينسون (بالسويدية: Åsa Svensson)‏ هي لاعب كرة مضرب سويدية، ولدت في 16 يونيو 1975 في Surahammar Municipality ‏ في السويد.

## وصلات خارجية
- أسا سفينسون على موقع رابطة محترفات التنس (الإنجليزية)
- أسا سفينسون على موقع الاتحاد الدولي لكرة المضرب (الإنجليزية)
- أسا سفينسون على موقع كأس بيلي جين كينغ (الإنجليزية)